# Pan-Amerikaanse kampioenschappen wielrennen 2025 – Wegwedstrijd mannen elite
De wegwedstrijd voor mannen elite op de Pan-Amerikaanse kampioenschappen wielrennen 2025 werd gehouden op 27 april. De 73 deelnemers moesten een parcours van 209,6 kilometer in en rond het Uruguayaanse Punta del Este afleggen. De Colombiaan Álvaro Hodeg won, voor de Costa Ricanen Sebastián Brenes en Jason Huertas.

## Uitslag
| Plaats | Naam                | Tijd     |
| ------ | ------------------- | -------- |
| Goud   | Álvaro Hodeg        | 4u56'44" |
| Zilver | Sebastián Brenes    | z.t.     |
| Brons  | Jason Huertas       | z.t.     |
| 4      | Cristian Pita       | z.t.     |
| 5      | Leonardo Cobarrubia | z.t.     |
| 6      | Leangel Linarez     | z.t.     |
| 7      | Alejandro Osorio    | z.t.     |
| 8      | Francisco Kotsakis  | z.t.     |
| 9      | Thomas Silva        | z.t.     |
| 10     | Kaden Hopkins       | z.t.     |
| 11     | Francisco Peñuela   | z.t.     |
| 12     | Kacio Freitas       | z.t.     |
| 13     | Eric Fagúndez       | z.t.     |
| 14     | Carlos Samudio      | z.t.     |
| 15     | Leonel Rodríguez    | z.t.     |
| 16     | Dixon Vargas        | z.t.     |
| 17     | Roberto González    | z.t.     |
| 18     | Sebastián Novoa     | z.t.     |
| 19     | Nicholas Narraway   | z.t.     |
| 20     | Gabriel Rojas       | z.t.     |